# ピアノソナタ第10番 (ベートーヴェン)
ピアノソナタ第10番（ピアノソナタだいじゅうばん）ト長調 作品14-2は、ルートヴィヒ・ヴァン・ベートーヴェンが作曲したピアノソナタ。

## 概要
本作は1798年から1799年にかけて作曲されたものと考えられている。第9番のピアノソナタとともに「作品14」としてまとめられ、1799年12月にウィーンのモロ社から出版された。両曲ともブラウン男爵夫人ヨゼフィーネ・フォン・ブラウンへと献呈されている。
作品14は比較的小さくまとめられた作品であり、とりわけ演奏も容易で優美な趣を持つ本作は初学者用の教材として用いられることも多い。アントン・シンドラーは作品14の2曲に「男女の対話が認められる」とした上で、「特に第2番目の曲にはこの対話はいっそう明瞭に示されていて、2つの声部の対立は第1番に比べてより明白である」と述べた（そのため、かつて日本ではこのソナタを『夫婦喧嘩』という愛称で呼んでいたが、現在ではこの愛称は廃れている）。同時期に作曲されたであろう第8番『悲愴』と本作との間に見られる性格の差異にベートーヴェンの作曲姿勢が垣間見える。
この作品には作曲者のユーモラスな一面が映し出されており、これほどまでに移り気な性格を示す楽曲も珍しい。エルンスト・フォン・エルターラインのように作品14の価値を低く看做す識者もいる一方で、「非常に美しい小品」と述べたドナルド・フランシス・トーヴィーやシンドラーは高い評価を与えている。

## 演奏時間
約15分半-16分。

## 楽曲構成

### 第1楽章
Allegro 2/4拍子 ト長調
ソナタ形式。第1主題は左手が右手の呼びかけに応えるような譜例1であり、シンドラーが述べたような「男女の対話」を思わせる。
譜例1
歌謡的な第1主題に続き、アルペッジョの伴奏の上に経過主題が穏やかに歌われる。ニ長調となって3度の重音によって第2主題が提示される（譜例2）。
譜例2
32分音符による走句が挿入されて区切りがつくと譜例3の新しい旋律が現れ、譜例3が歌われることでコデッタが形作られていく。
譜例3
提示部が反復されて展開部となる。展開部は比較的規模の大きなものとなっており、まずト短調の譜例1に開始すると譜例2が追随する。静まったところで突如フォルテで右手に3連符の流れが生じ、譜例1が低音で奏されてクライマックスを形成した後フェルマータによってひと呼吸置かれる。再び第1主題が現れて急速なパッセージへと受け渡されると、ここからニ音が維持されて長いペダルポイントとなる。再現部は定法通りに進められていき、終わりに置かれた譜例1に基づくコーダが静かに楽章を結ぶ。

### 第2楽章
Andante 2/2拍子 ハ長調
変奏曲形式。主題と3つの変奏によって構成されるこの楽章が、ベートーヴェンのピアノソナタに導入された初の変奏曲となった。おもちゃの兵隊が行進する様を想起させるようなコミカルな主題に始まる（譜例4）。
譜例4
レガートの中間楽節が挟まれたあと再び譜例4が奏され、その後中間以降の反復となる。第1変奏では低音部に移された主旋律にシンコペーションする右手の伴奏が添えられる。第2変奏では再度スタッカートが支配的となり、点描画のように主題が紡がれていく。4小節の推移が置かれ、最終となる第3変奏は16分音符の動きの中に主題を浮かび上がらせる。6小節のコーダが設けられており、譜例4を回想しながらピアニッシモに落ち着いていくが、最後にフォルテッシモで主和音を鳴り響かせて終わりとなる。

### 第3楽章
Scherzo, Allegro assai 3/8拍子 ト長調
スケルツォと書かれているが、ロンド形式による。主部はヘミオラのリズムを持っており、デニス・マシューズはこれを「（作曲者は）2が3つあることは3が2つあることと同じ」であると見出したのだと表現した（譜例5）。
譜例5
第2の主題はホ短調で出される譜例6である。4回繰り返されると譜例5へと戻っていく。
譜例6
次なるエピソードはドイツ舞曲風の美しい旋律で、三部形式をとって豊かに歌われる（譜例7）。
譜例7
譜例5を用いた経過楽句で準備を行ってからロンド主題の再現となる。譜例6は再現されぬまま譜例5がヘ長調に出されるが、たちまち半音階的推移によりト長調へ帰り着き、3連符の伴奏音型に乗って新しい素材が提示されてコーダとなる。同じ伴奏の上に譜例5が顔をのぞかせ、最後はごく静かながらもユーモラスに全曲の幕を下ろす。